# Boleslav I. Těšínský
Boleslav I. Těšínský (polsky Bolesław I cieszyński) (narozen po roce 1363, zemřel 6. květen 1431) – byl těšínský kníže z rodu Slezských Piastovců, Těšínské větvě, od roku 1405 v Bytomi a Siewierz (německy Sewerien), od roku 1406 v Osvětimi a Toszku, od roku 1410 v Těšíně, Strzelinu, polovině Hlohova a Scinawy (polsky Ścinawa), v letech 1410–1414 v Osvětimi, Toszku a Strzelině (který držel do roku 1416) jako regent, od roku 1414 v důsledku dělení jen v Těšíně, na polovině Bytomi, Siewerzu, polovině Scinawy a Hlohova.

## Život
Boleslav I. byl mladším synem těšínského knížete Přemysla I. Nošáka a bytomské kněžny Alžběty.

## Vláda
V roce 1405 byl již formální spoluvládcem v Těšínském knížectví, a samostatným vládcem v knížectví Bytomském a Seveřském. V roce 1406, po tragické smrti svého bratra Přemysla I. Osvětimského převzal i knížectví Osvětimské. byl právoplatný nástupce na knížecí těšínský trůn.
Po smrti otce v roce 1410, převal vládu v Těšíně, polovině Hlohova a Scinawy (polsky Ścinawa), Strzelinie.
V roce 1414 byl po boku polského krále Vladislava II. Jagelly v Polsko-křižáckých válkách. V roce 1420 však nebyl na rokováních, resp. na tzv. Vratislavském sjezdu, kde český král Zikmund Lucemburský, jako rozhodce mezi Řádem (Řád německých rytířů) a Polskem (Polské království (1385–1569) vyřkl pro Polsko nevýhodný rozsudek.
Těšínské knížectví bylo lénem českých králů, Boleslav I. nepodporoval českého krále Zigmunda v jeho boji o český trůn, ale udržoval dobré vztahy s Krakovem (a Jagellonci).
V roce 1422 pobýval jako host na dvoře polského krále Vladislava II. Jagelly a účastnil se korunovace jeho ženy (Sofie Litevská) na polskou královnu.
Již dříve, v roce 1414, se zavázal předat Osvětimské knížectví svému synovci Kazimírovi, a to vč. Siewierza, Toszka a k nim náležící města. Tento krok (slib) byl vyřešen teprve od dva roky později, za mediace Jindřicha IX. Hajnovského, kdy navíc musel vydat ještě Strzelin a 300 hřiven. Zůstala mu tak vláda nad Těšínským knížectvím a nad polovinou Bytomského a Hlohovského knížectví.
Na konci vlády Boleslava I. bylo knížectví pod hrozbou stále silicích husitských nájezdů. V roce 1430 se pod vládu husitů dostaly města Bytom a Gliwice.
Za jeho vlády dostaly města řadu privilegii, např. v roce 1412 dostali obyvatelé města Bytom právo na dědický nárok, stejně jako měl Frýdek, čí Bílsko.
Vedl rozumnou vnitřní a zahraniční politiku.

## Manželství
V roce 1405–1406 se oženil s Markétou, dcerou Jana I. Ratibořského, sestrou Jana II. Opavského (ten nechal zavraždit Přemysla I. Osvětimského). Manželství bylo uzavřeno proti souhlasu jeho otce Přemysla I. Nošáka, který svému synovi hrozil vyděděním, pokud bude udržovat dobré vztahy s opavskými Přemyslovci. Markéta zemřela krátce po svatbě, v roce 1407. Manželství bylo výhodné pro těšínské Piastovce, protože díky němu uzavřeli mírovou dohodu mezi rody, a to 7. září 1407.
V roce 1412 se oženil podruhé. Jeho ženou byla Eufemie Mazovská. Dcera Siemovíta IV. Mazovského a Alexandry Olgierdowny, která byla sestrou polského krále Vladislava II. Jagella. V manželství se narodilo pět dětí:
- Aleksandra (po 1412 – po 1460), provdána za uherského palatina Vladislava z Gary
- Václav I. (1413/1418–1474), kníže těšínský
- Vladislav (1420–1460), kníže těšínský, kníže hlohovsko-zaháňský
- Přemysl II. (1420–1477), kníže těšínský, kníže hlohovský
- Boleslav II. (1425–1452), kníže těšínský

## Smrt
Boleslav I. zemřel 6. května 1431 a byl pochován v nekropoli kostel svaté Máří Magdalény v Těšíně.

## Vývod z předků
|                      |                                   |  |                  |                              |  |  |  |  |  |  |  | Vladislav I. Opolský |
|                      |                                   |  |                  |                              |  |  |  |  |  |  |  |                      |
|                      | Měšek I. Těšínský                 |  |                  |                              |  |  |  |  |  |  |  |                      |
|                      |                                   |  |                  |                              |  |  |  |  |  |  |  |                      |
|                      |                                   |  |                  | Eufemie Velkopolská          |  |  |  |  |  |  |  |                      |
|                      |                                   |  |                  |                              |  |  |  |  |  |  |  |                      |
|                      | Kazimír I. Těšínský               |  |                  |                              |  |  |  |  |  |  |  |                      |
|                      |                                   |  |                  |                              |  |  |  |  |  |  |  |                      |
|                      |                                   |  |                  |                              |  |  |  |  |  |  |  |                      |
|                      |                                   |  |                  |                              |  |  |  |  |  |  |  |                      |
|                      |                                   |  |                  |                              |  |  |  |  |  |  |  |                      |
|                      |                                   |  |                  |                              |  |  |  |  |  |  |  |                      |
|                      |                                   |  |                  |                              |  |  |  |  |  |  |  |                      |
|                      |                                   |  |                  |                              |  |  |  |  |  |  |  |                      |
|                      | Přemysl I. Nošák                  |  |                  |                              |  |  |  |  |  |  |  |                      |
|                      |                                   |  |                  |                              |  |  |  |  |  |  |  |                      |
|                      |                                   |  |                  | Boleslav II. Mazovský        |  |  |  |  |  |  |  |                      |
|                      |                                   |  |                  |                              |  |  |  |  |  |  |  |                      |
|                      | Trojden I. Czerský                |  |                  |                              |  |  |  |  |  |  |  |                      |
|                      |                                   |  |                  |                              |  |  |  |  |  |  |  |                      |
|                      |                                   |  |                  | Gaudemunda Žofie Litevská    |  |  |  |  |  |  |  |                      |
|                      |                                   |  |                  |                              |  |  |  |  |  |  |  |                      |
|                      | Eufemie Mazovská                  |  |                  |                              |  |  |  |  |  |  |  |                      |
|                      |                                   |  |                  |                              |  |  |  |  |  |  |  |                      |
|                      |                                   |  |                  | Jiří I. Haličský             |  |  |  |  |  |  |  |                      |
|                      |                                   |  |                  |                              |  |  |  |  |  |  |  |                      |
|                      | Marie Haličská                    |  |                  |                              |  |  |  |  |  |  |  |                      |
|                      |                                   |  |                  |                              |  |  |  |  |  |  |  |                      |
|                      |                                   |  |                  | Eufémie Kujavská             |  |  |  |  |  |  |  |                      |
|                      |                                   |  |                  |                              |  |  |  |  |  |  |  |                      |
| Boleslav I. Těšínský |                                   |  |                  |                              |  |  |  |  |  |  |  |                      |
|                      |                                   |  |                  |                              |  |  |  |  |  |  |  |                      |
|                      |                                   |  | Kazimír Bytomský |                              |  |  |  |  |  |  |  |                      |
|                      |                                   |  |                  |                              |  |  |  |  |  |  |  |                      |
|                      | Vladislav Kozelský                |  |                  |                              |  |  |  |  |  |  |  |                      |
|                      |                                   |  |                  |                              |  |  |  |  |  |  |  |                      |
|                      |                                   |  |                  | Helena                       |  |  |  |  |  |  |  |                      |
|                      |                                   |  |                  |                              |  |  |  |  |  |  |  |                      |
|                      | Boleslav Kozelsko-Bytomský        |  |                  |                              |  |  |  |  |  |  |  |                      |
|                      |                                   |  |                  |                              |  |  |  |  |  |  |  |                      |
|                      |                                   |  |                  | Jindřich II. Lev             |  |  |  |  |  |  |  |                      |
|                      |                                   |  |                  |                              |  |  |  |  |  |  |  |                      |
|                      | Ludgarda Meklenburská             |  |                  |                              |  |  |  |  |  |  |  |                      |
|                      |                                   |  |                  |                              |  |  |  |  |  |  |  |                      |
|                      |                                   |  |                  | Anna Saská                   |  |  |  |  |  |  |  |                      |
|                      |                                   |  |                  |                              |  |  |  |  |  |  |  |                      |
|                      | Alžběta Bytomská                  |  |                  |                              |  |  |  |  |  |  |  |                      |
|                      |                                   |  |                  |                              |  |  |  |  |  |  |  |                      |
|                      |                                   |  |                  | Zdeslav starší ze Šternberka |  |  |  |  |  |  |  |                      |
|                      |                                   |  |                  |                              |  |  |  |  |  |  |  |                      |
|                      | Jaroslav ze Šternberka a Hoštejna |  |                  |                              |  |  |  |  |  |  |  |                      |
|                      |                                   |  |                  |                              |  |  |  |  |  |  |  |                      |
|                      |                                   |  |                  | Markéta                      |  |  |  |  |  |  |  |                      |
|                      |                                   |  |                  |                              |  |  |  |  |  |  |  |                      |
|                      | Markéta ze Šternberka             |  |                  |                              |  |  |  |  |  |  |  |                      |
|                      |                                   |  |                  |                              |  |  |  |  |  |  |  |                      |
|                      |                                   |  |                  |                              |  |  |  |  |  |  |  |                      |
|                      |                                   |  |                  |                              |  |  |  |  |  |  |  |                      |
|                      | Markéta z Bíliny                  |  |                  |                              |  |  |  |  |  |  |  |                      |
|                      |                                   |  |                  |                              |  |  |  |  |  |  |  |                      |
|                      |                                   |  |                  |                              |  |  |  |  |  |  |  |                      |
|                      |                                   |  |                  |                              |  |  |  |  |  |  |  |                      |